# Dynów-Gebirge

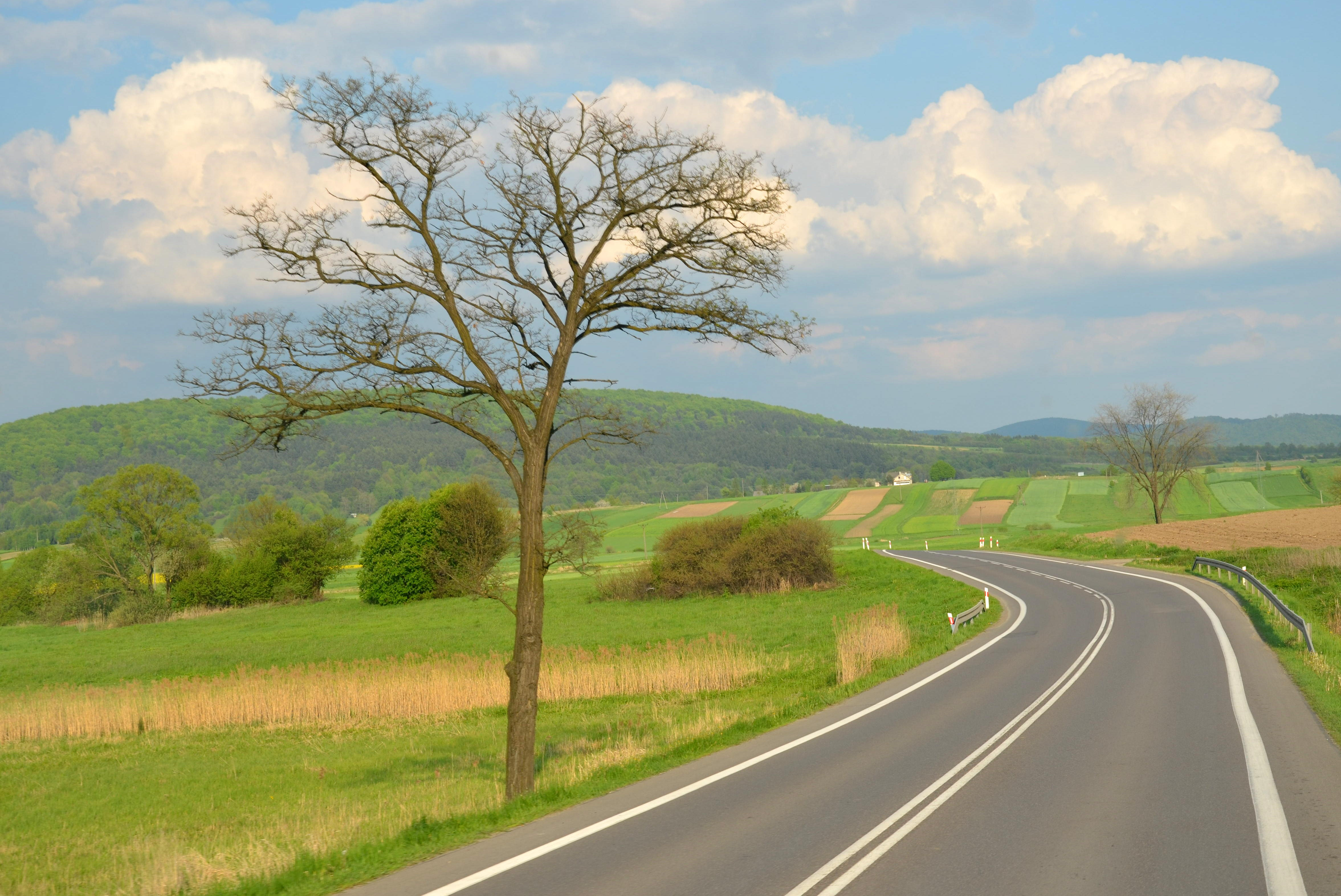
Weg bei Wrocień

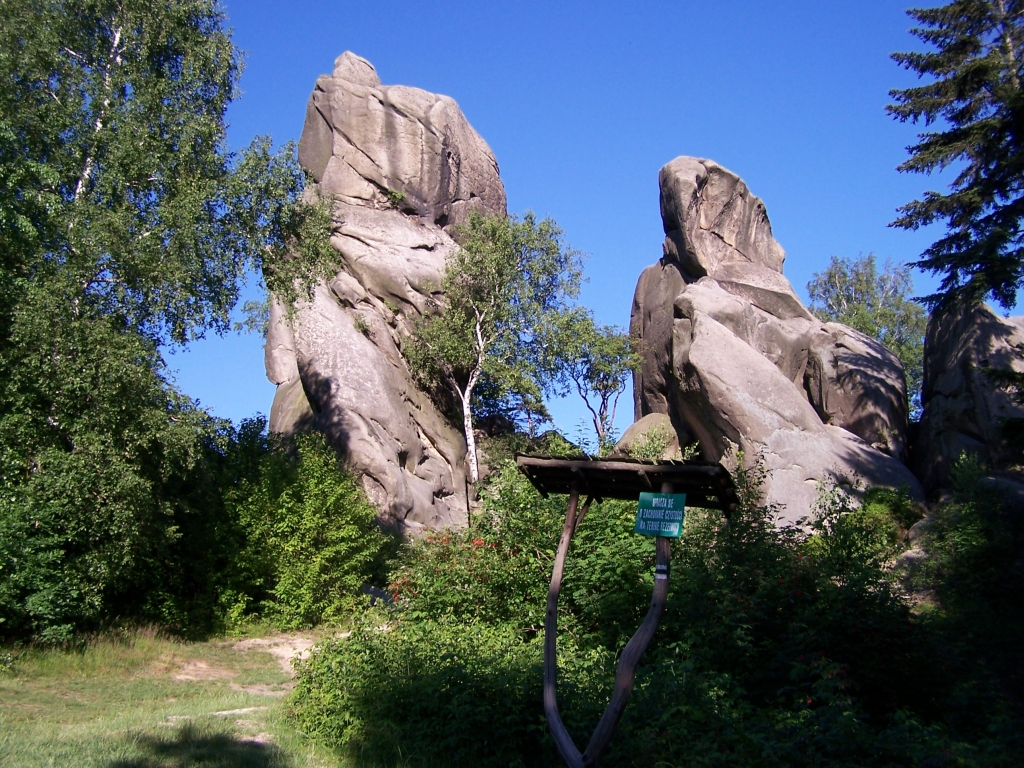
Naturreservat Prządki

Das Dynów-Gebirge (polnisch: Pogórze Dynowskie) besteht aus Vorbergen der Mittelbeskiden im südlichen Polen in der Woiwodschaft Karpatenvorland. Sein höchster Gipfel ist die Sucha Góra mit 585 m. Es ist nach der Stadt Dynów benannt, die im Osten des Gebirges liegt.

## Geographie
Das Gebirge grenzt im Westen an das Strzyżów-Gebirge, im Osten an das Przemyśl-Gebirge, im Süden an das Sanocker Flachland (Teil des Jasło-Krosno-Beckens) und im Norden an das Sandomirer Becken. Es liegt zwischen den Flüssen Wisłok im Westen und San im Osten.

## Gliederung
Das Gebirge gliedert sich in mehrere Kämme.

## Städte
Die einzige größere Stadt im Dynów-Gebirge ist Dynów. Vom Nordrand des Gebirges ist die Großstadt Rzeszów zu sehen. Am Südrand des Gebirges liegt Sanok.

## Tourismus
Durch das Gebirge verlaufen zahlreiche markierte Wander- und Fahrradwege.

## Soldatenfriedhöfe
Im Gebirge tobten am Anfang des Ersten Weltkriegs erbitterte Kämpfe zwischen der einrückenden russischen Armee und der Armee Österreich-Ungarns. In der Nähe des Gebirges fand 1914 bis 1915 die Schlacht um die Festung Przemyśl (Teil der Schlacht in Galizien) statt.

## Naturschutz
Das Gebirge liegt in dem Landschaftsschutzpark Czarna Rzeka-Strzyżów. Im Park gibt es zahlreiche Naturreservate, wie zum Beispiel das Naturreservat Prządki.